# Jo Backaert
Joseph "Jo" Backaert (ur. 5 sierpnia 1921 w Bressoux, zm. 12 czerwca 1997) – belgijski piłkarz grający na pozycji pomocnika.

## Kariera klubowa
W swojej karierze piłkarskiej Backaert grał w klubie Olympic Charleroi.

## Kariera reprezentacyjna
W 1954 roku Backaert został powołany do kadry Belgii na mistrzostwa świata w Szwajcarii. Na nich był rezerwowym zawodnikiem. W kadrze narodowej ostatecznie nie zadebiutował.